# Brookula contigua
Brookula contigua là một loài ốc biển nhỏ, là động vật thân mềm chân bụng sống ở biển trong họ Liotiidae.
This species is only known to occur at quần đảo Three Kings, New Zealand.